# 博卡斯德尔托罗
博卡斯德尔托罗（Bocas del Toro），又称博卡斯镇，巴拿马西北部城市，位于加勒比海博卡斯德尔托罗群岛科隆岛上，博卡斯德尔托罗省首府。总人口12,996 (2008年)。

## 交通
博卡斯德尔托罗市有一座机场，博卡斯德尔托罗科隆岛国际机场，有定期前往巴拿马城、圣何塞的航班。